# Elżbieta Kurkowska
Elżbieta Kurkowska (ur. 18 kwietnia 1940 w Warszawie, zm. 22 lutego 2012 tamże) – polska montażystka filmowa.

## Kariera zawodowa

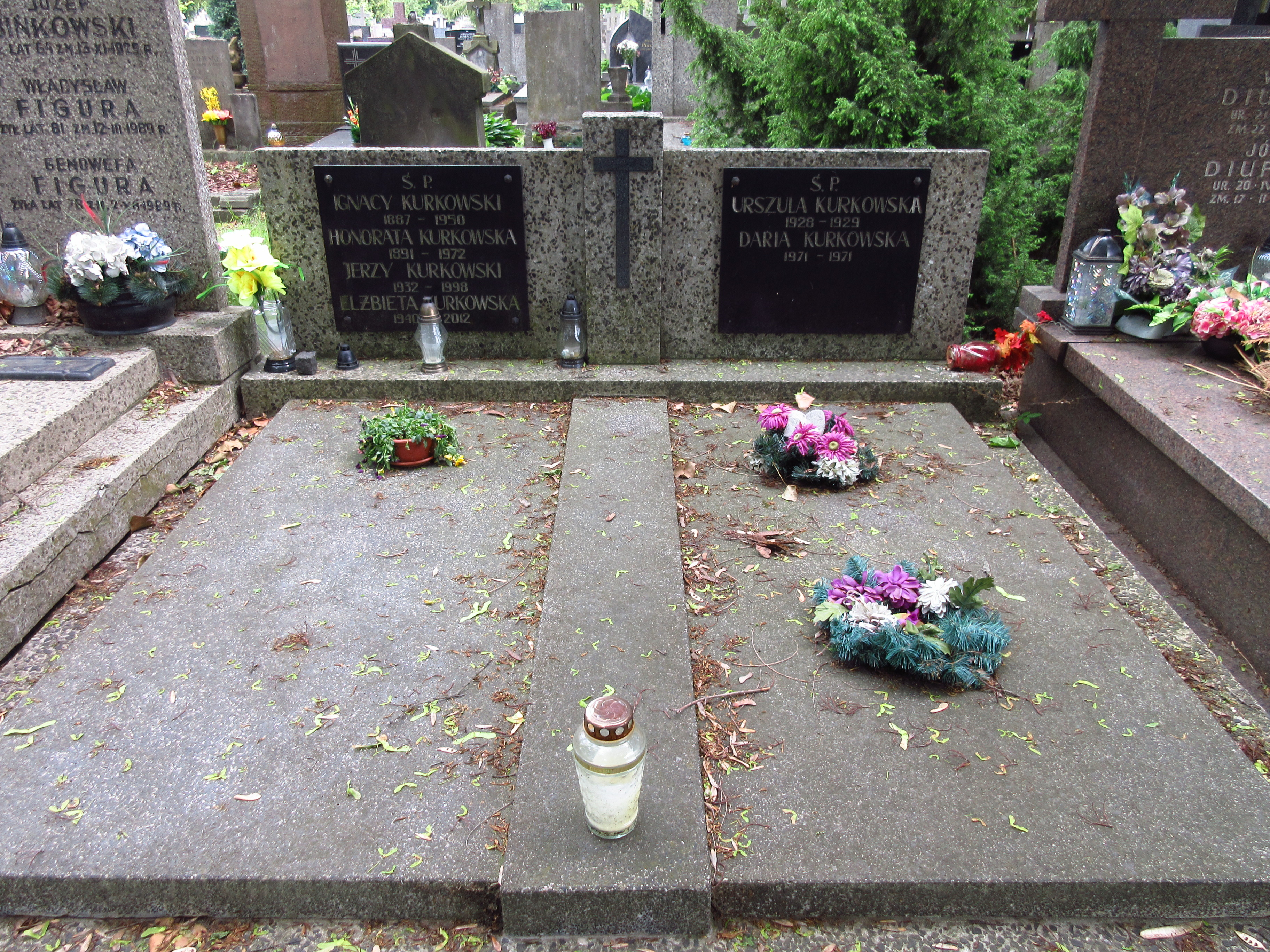
Grób Elżbiety Kurkowskiej na cmentarzu Bródnowskim

Pracę montażystki rozpoczęła w połowie lat 60. XX wieku, pierwszego samodzielnego montażu dokonała w 1969 i był to film „Zbyszek” poświęcony pamięci Zbigniewa Cybulskiego. Jej dorobek obejmuje ponad sto filmów fabularnych, dokumentalnych i seriali, wiele z nich zaliczanych jest do klasyki kinematografii polskiej. Środowisko filmowców uznało ją za jedną z najwybitniejszych przedstawicielek tego zawodu, czego wyrazem były liczne nagrody indywidualne i zbiorowe, a także nagrody dla filmów których montażu dokonywała. Ośmiokrotnie nominowano ją do nagrody Orłów, a w 2008 uhonorowano nagrodą Stowarzyszenia Filmowców Polskich za całokształt pracy zawodowej.
Została pochowana na cmentarzu Bródnowskim (kwatera 40E-6-29).

## Nagrody i wyróżnienia
- 1978 - Nagroda Przewodniczącego Komitetu ds. Radia i Telewizji indywidualna I stopnia za montaż serialu "Polskie drogi";
- 1986 - Nagroda na Festiwalu Polskich Filmów Fabularnych za montaż filmu "Ga, ga. Chwała bohaterom";
- 1999 - Polska Nagroda Filmowa "Orły" za montaż filmu "Złoto dezerterów", w kategoria: Najlepszy montaż w 1998 roku (nominacja)
- 1999 - Polska Nagroda Filmowa "Orły" za montaż filmu "Kochaj i rób co chcesz", w kategoria: Najlepszy montaż w 1998 roku (nominacja)
- 2000 - Polska Nagroda Filmowa "Orły" za montaż filmu "Tydzień z życia mężczyzny", w kategoria: Najlepszy montaż w 1999 roku (nominacja)
- 2001 - Polska Nagroda Filmowa "Orły" za montaż filmu "Duże zwierzę", w kategoria: Najlepszy montaż w 2000 roku (nominacja)
- 2004 - Polska Nagroda Filmowa "Orły" za montaż filmu "Pogoda na jutro", w kategoria: Najlepszy montaż w 2003 roku (nominacja)
- 2005 - Polska Nagroda Filmowa "Orły" za montaż filmu "Ubu Król", w kategoria: Najlepszy montaż w 2004 roku (nominacja)
- 2008 - Polska Nagroda Filmowa "Orły" za montaż filmu "Korowód", w kategoria: Najlepszy montaż w 2007 roku (nominacja)
- 2010 - Polska Nagroda Filmowa "Orły" za montaż filmu "Mniejsze zło", w kategoria: Najlepszy montaż w 2009 roku (nominacja)